# 13-та моторизована дивізія (Третій Рейх)
13-та моторизована дивізія (Третій Рейх) (нім. 13. Infanterie-Division (mot.) — моторизована дивізія Вермахту за часів Другої світової війни. 11 жовтня 1940 була переформована на 13-ту танкову дивізію Вермахту.

## Історія
13-та моторизована дивізія була сформована 12 жовтня 1937 в Магдебурзі в IV-му військовому окрузі (нім. Wehrkreis IV).

## Райони бойових дій
- Німеччина (жовтень 1937 — вересень 1939);
- Польща (вересень — жовтень 1939);
- Німеччина (жовтень 1939 — травень 1940);
- Франція (травень — липень 1940);
- Німеччина (липень — вересень 1940);
- Генеральна губернія (вересень — жовтень 1940).

## Командування

### Командири
- генерал-лейтенант Пауль Отто (нім. Paul Otto) (12 жовтня 1937 — 1 вересня 1939);
- генерал-лейтенант Моріц фон Фабер дю Фор (нім. Moritz von Faber du Faur) (1 — 9 вересня 1939);
- генерал від інфантерії Пауль Отто (9 вересня — 1 листопада 1939);
- генерал-лейтенант Фрідріх-Вільгельм фон Роткірх унд Пантен (нім. Friedrich-Wilhelm von Rotkirch und Panthen) (1 листопада 1939 — 11 жовтня 1940).